# Alstom Citadis 100
Alstom Citadis 100 — підсерія напівнизькопідлогових трамваїв типу Alstom Citadis, що випускалися Alstom Konstal в 1999 — 2001 рр. 
Трамвай є подальшою еволюцією типу Konstal 116N.
Виробництво відбувалося двома типами (тип NGd99: 1999-2000, тип 116Nd: 2000-2001 
). 
Вони були виготовлені для Гданська та Верхньосілезької агломерації. 
У Щецині також випробували трамвай 116Nd . 

## Конструкція
«Alstom Citadis 100» — односторонній трисекційний зчленований восьмивісний моторний трамвай,  частково низькопідлоговий (70 ÷ 73% підлоги). 
Висота підлоги 340 мм (тип NGd99) або 590 мм (тип 116Nd) над колією. 
Трамваї 116Nd оснащені тиристорами IGBT , які повертають при гальмуванні напругу у контактну мережу.
| Тип   | Довжина | Вага | Кількість і потужність двигунів | Місця сидячі | Місця сидячі | Розташування дверей | Частка низької підлоги |             |
| Тип   | Довжина | Вага | Кількість і потужність двигунів | 1            | 1½           | Розташування дверей | Частка низької підлоги |             |
| ----- | ------- | ---- | ------------------------------- | ------------ | ------------ | ------------------- | ---------------------- | ----------- |
| NGd99 | 26,6 м  | 30 т | 4 × 140 kW                      | 49           | –            | 1-2-2-2-2-1         | 70%                    | [ 3 ] [ 4 ] |
| 116Nd | 24,05 м | 28 т | 4 × 120 kW                      | 22           | 12           | 2-2-2-2             | 73%                    | [ 4 ] [ 5 ] |

## Експлуатація
| Країна   | Мережа                     | Перевізник                   | Тип      | Роки виробництва | Кількість |             |
| -------- | -------------------------- | ---------------------------- | -------- | ---------------- | --------- | ----------- |
| Польща   | Гданськ                    | Gdańskie Autobusy i Tramwaje | NGd99    | 1999-2000        | 4         | [ 3 ] [ 6 ] |
| Польща   | Верхньосілезька конурбація | Tramwaje Śląskie             | 116Nd    | 2000-2001        | 14 (17)   | [ 7 ]       |
| Польща   | Верхньосілезька конурбація | Tramwaje Śląskie             | 116Ndm   | з 2021           | 3         | [ 8 ]       |
| Загалом: | Загалом:                   | Загалом:                     | Загалом: | Загалом:         | 21        |             |